# Hymenostylium crassinervium
Hymenostylium crassinervium là một loài Rêu trong họ Pottiaceae. Loài này được Broth. & Dixon mô tả khoa học đầu tiên năm 1918.